# Fetmaoperation
Fetmaoperation, överviktsoperation, bariatrisk operation eller magsäcksoperation, är ett kirurgiskt ingrepp som ämnar hjälpa de personer som inte har lyckats gå ner i vikt med hjälp av andra metoder att minska i kroppsvikt.
Det finns flera olika kirurgiska ingrepp som kan klassificeras som en fetmaoperation, men det vanligaste ingreppet är den som kallas
- gastrisk bypass. Det är en metod som ger relativt lindriga biverkningar och bedöms vara effektiv på längre sikt.[1] Det som sker vid ett sådant ingrepp är att man kringgår större delen av magsäcken och leder näringen förbi tunntarmens första del, vilket gör att patienten endast nyttjar en mindre del av magsäcken och därför inte får ett lika stort näringsupptag som tidigare. Denna operation kan vanligtvis genomföras med titthålskirurgi, beroende på hur allvarlig graden av fetma hos patienten är.[1]

- gastrisk sleeve

- gastriskt band och gastrisk ballong. Ett gastriskt band innebär att man via kirurgi placerar ett band runt magsäcken. Detta band är uppblåsbart och delar in magsäcken i två mindre delar. Detta resulterar i att patienten snabbare känner en mättnadskänsla och därför äter en mindre mängd mat, vilket kan ge en viktminskning. Gastrisk ballong är inte ett permanent ingrepp och denna operation har också en kortare återhämtningstid. Kirurgen sätter in en mjuk ballong av silikon i patientens mage. Denna ballong främjar patienten att utveckla bättre kostvanor och efter cirka ett halvår tas ballongen ut.

- duodenal switch